# Station Wilkowice
Station Wilkowice is een spoorwegstation in de Poolse plaats Wilkowice.